# Luke Willson
Luke Wilson (LaSalle, 15 gennaio 1990) è un giocatore di football americano canadese che gioca nel ruolo di tight end per i Detroit Lions della National Football League (NFL). Fu scelto nel corso del quinto giro (158º assoluto) del Draft NFL 2013 dai Seattle Seahawks. Al college ha giocato a football alla Rice University.

## Carriera professionistica

### Seattle Seahawks

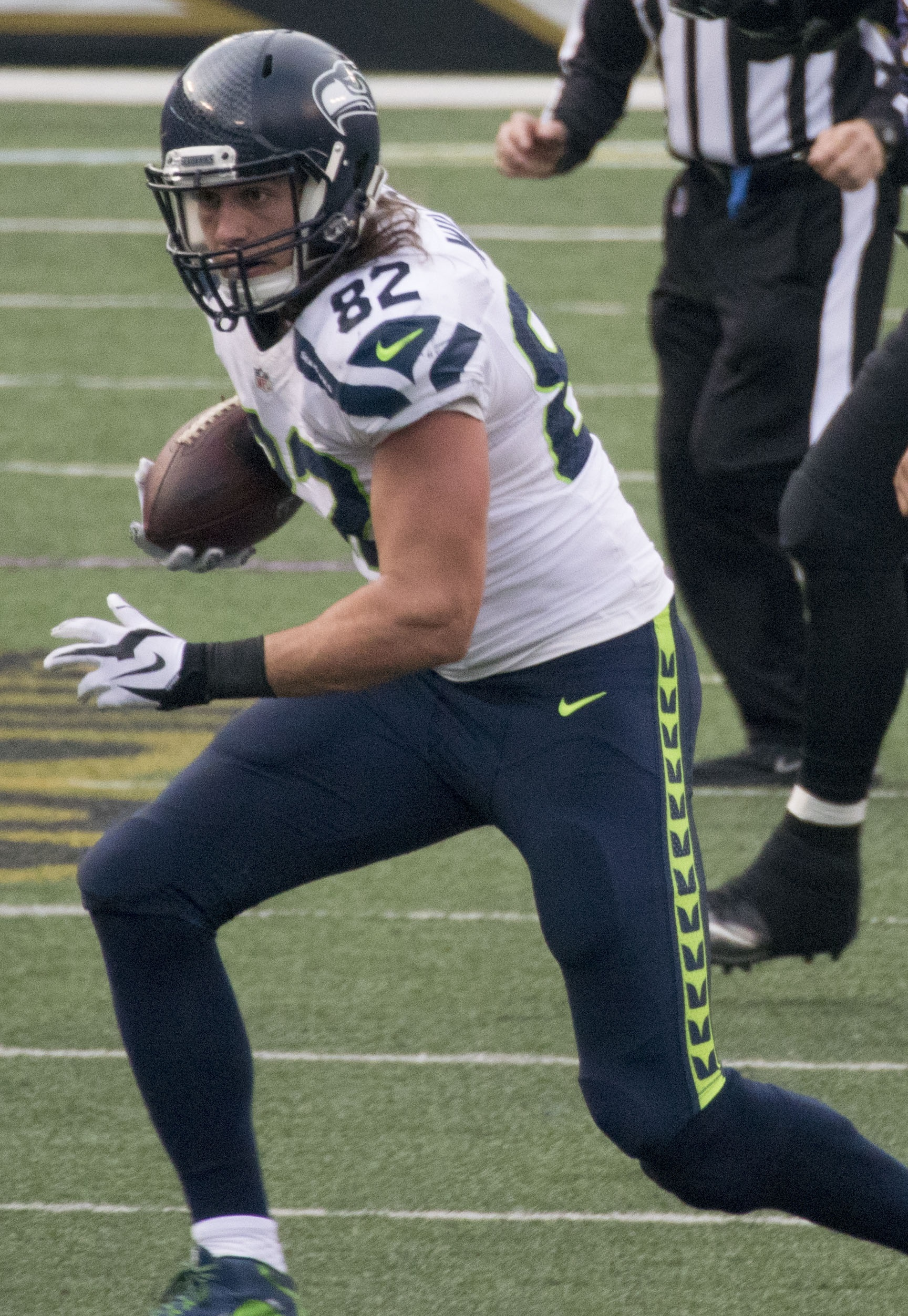
Willson nel 2015

Wilson fu scelto nel corso del quinto giro del Draft 2013 dai Seattle Seahawks. Debuttò come professionista partendo come titolare nella prima gara della stagione vinta contro i Carolina Panthers senza far registrare alcuna ricezione. Nella settimana 3 contro i Jacksonville Jaguars ricevette i suoi primi 5 passaggi per 76 yard. Il primo touchdown in carriera lo segnò su un passaggio di Russell Wilson nella settimana 14 contro i San Francisco 49ers in cui guidò la sua squadra con 70 yard ricevute. La sua prima stagione regolare si concluse con 272 yard ricevute e un touchdown disputando tutte le sedici partite, sette delle quali come titolare. Nei playoff, i Sehawks batterono New Orleans Saints e San Francisco 49ers. Il 2 febbraio 2014, nel Super Bowl XLVIII contro i Denver Broncos, Seattle dominò dall'inizio alla fine della partita, vincendo per 43-8. Willson si laureò campione NFL ricevendo 2 passaggi per 17 yard.
Nella settimana 8 della stagione 2014 in casa dei Panthers, Willson ricevette a 49 secondi dal termine il touchdown della vittoria di Seattle su passaggio di 23 yard di Russell Wilson, interrompendo una striscia di due sconfitte della sua squadra. Nel penultimo turno della stagione i Seahawks affrontarono i Cardinals allo University of Phoenix Stadium con in palio il titolo di division. Willson disputò la miglior gara della carriera sino a quel momento stabilendo i nuovi primati personali con 139 yard ricevute e 2 touchdown nella vittoria per 35-6. La sua seconda stagione si chiuse con 22 ricezioni per 362 yard e tre touchdown in 15 presenze, di cui dieci come titolare. Il 10 gennaio 2015. nel secondo turno di playoff, Seattle ospitò i Panthers battendoli per 31-17 e qualificandosi per la finale della NFC, col giocatore che ricevette 65 yard e segnò un touchdown. Otto giorni dopo aiutò i Seahawks a ribaltare uno svantaggio di 19-7 a cinque minuti dal termine nella finale della NFC contro i Packers segnando una conversione da 2 punti su un passaggio da 15 yard di Wilson a un minuto e mezzo dal termine, andando poi a vincere ai supplementari e qualificandosi per il secondo Super Bowl consecutivo, poi perso contro i New England Patriots.
L'unico touchdown della stagione 2015, Willson lo segnò nell'ottavo turno in casa dei Dallas Cowboys. Nella seconda parte dell'anno divenne titolare a causa dell'infortunio di Jimmy Graham, chiudendo con 17 ricezioni per 213 yard.
Il primo touchdown del 2016, Wilson nella vittoria della settimana 15 contro i Los Angeles che diede a Seattle la certezza del titolo di division.

### Detroit Lions
Il 21 marzo 2018, divenuto free agent, Willson firmò un contratto annuale del valore di 2,5 milioni di dollari con i Detroit Lions.

### Oakland Raiders
Il 29 marzo 2019, Willson firmò con gli Oakland Raiders, da cui fu svincolato il 30 agosto 2019.

### Seattle Seahawks
Il 25 settembre, Willson firmò per fare ritorno ai Seattle Seahawks dopo che la squadra ebbe scambiato il tight end Nick Vannett con i Pittsburgh Steelers.
Willson rifirmò con i Seahawks il 21 aprile 2020.

## Palmarès

### Franchigia
- Super Bowl : 1

Seattle Seahawks: Super Bowl XLVIII
- National Football Conference Championship: 2

Seattle Seahawks: 2013, 2014